# Ethirostoma interpolata
Ethirostoma interpolata är en fjärilsart som beskrevs av Edward Meyrick 1922. Ethirostoma interpolata ingår i släktet Ethirostoma och familjen stävmalar. Inga underarter finns listade i Catalogue of Life.